# Jozef Devroe

Jozef Devroe in novemver 1941

Jozef (ook Jef) Antoine Hubert Devroe (Ooigem, 16 januari 1905 – Brugge, 24 februari 1976) was een Belgisch volksvertegenwoordiger en oorlogsburgemeester van Brugge.

## Levensloop
Devroe was een zoon van Aloïs Devroe (1857-1930), gemeentesecretaris en van Marie Maertens (1870-1947) bestuurster van een kruidenierswinkel. Hij trouwde in 1927 met Nora Puype (1902-1981). Ze hadden zeven kinderen: advocaat Herman Devroe (1928-2018), Lut(garde) Devroe (1929-2008), landmeter Guido Devroe (1930- ), advocaat en CVP-schepen van Antwerpen Jan Devroe (1931-), arts Eric Devroe (Brugge, 6 december 1933 - Zedelgem, 29 oktober 1977), bedrijfsconsulent Kris Devroe (1938- ) en dichter en taalkundige Hans Devroe (1939-2022).
Devroe volbracht zijn middelbare studies in het Kortrijkse Sint-Amandscollege en werd er onder meer bevriend met, onder de leraars, priester Karel Dubois (1895-1956) en, onder de leerlingen, André Demedts (1906-1992) en de latere priesters Maurits Gerard De Keyzer (1906-1994) en Sylvain Gryspeerdt (1906-1981).
Aan de KU Leuven studeerde hij aanvankelijk voor landbouwingenieur maar schakelde over op politieke en sociale wetenschappen, zonder diploma's te behalen. Hij werd actief bij de gouwwerking van het Algemeen Katholiek Vlaams Studentenverbond (AKVS).
Hij werkte korte tijd bij de Belgische Boerenbond en ging zich in 1927 in Sint-Kruis bij Brugge vestigen, waar hij dat jaar, een bescheiden kippenkwekerij begon en samen met zijn echtgenote, de uitgeverij J. Devroe-Puype oprichtte, hiertoe aangemoedigd door Victor Leemans. Onder de naam 'Branding' begon de uitgeverij aan een reeks die de ambitie had een katholieke Vlaams-nationalistische maatschappijvisie te propageren, geïnspireerd door de bijdragen gepubliceerd in Jong Dietsland. Het werd geen succes en na een jaar en vijf gepubliceerde brochures, werd de uitgeverij stopgezet.
Van 1928 tot 1931 woonde hij in Antwerpen, waar hij bediende was bij Gevaert Photo-Producten in Mortsel. In 1931 wierf Tony Herbert hem aan als secretaris van de Vlaamsch Nationale Centrale voor Sociale Actie (VNCSA), een vakbond opgericht door het Katholiek Vlaams Nationaal Verbond (KVNV), als concurrent van de grote vakbonden en van de vakbond van het Verdinaso, het Verbond van Nationale Arbeiderssyndicaten (NAS). Devroe kreeg de verantwoordelijkheid over de syndicale werking in West-Vlaanderen en moest de Vlaams-nationale ziekenkas en werklozenkas 'Ik Dien' op professionele wijze organiseren. In 1933 werd hij voorzitter van deze ziekenkas. In 1934 volgde hij Juul Declercq op als ondervoorzitter van het Vlaamsch Nationaal Syndicaat (VNS) en werd hij verantwoordelijk voor de kring 'West' (West-Vlaanderen en de arrondissementen Gent-Eeklo en Oudenaarde). In 1935 werd hij belast met de propaganda, de redactie van het ledenblad Sinjaal en de interne organisatie van het syndicaat.

## Volksvertegenwoordiger
Devroe, Karel Lambrechts (1910-1994) en Marcel De Ridder (1902-1986) waren geen voorstanders van de versmelting van hun vakbond met het Vlaamsch Nationaal Verbond (VNV) van Staf De Clercq. In 1936 verloren ze het pleit en werd het VNS in het VNV geïntegreerd. Devroe werd arrondissementsvoorzitter van het VNV in Brugge. De drie aanvankelijke tegenstanders werden kandidaat voor het VNV bij de wetgevende verkiezingen van 1936 en de twee eersten werden verkozen, terwijl De Ridder provincieraadslid en bestendig afgevaardigde voor Oost-Vlaanderen werd. Van 1936 tot 1946 zetelde Devroe voor het arrondissement Brugge in de Kamer van volksvertegenwoordigers.
Devroe voerde de lijst aan van het VNV in het arrondissement Brugge, zowel in 1936 als in 1939. Tijdens de Meidagen 1940 voegde hij zich niet bij de andere parlementsleden in Limoges, maar bleef in Brugge.

## Oorlogsburgemeester
In november 1941 werd hij door secretaris-generaal Gérard Romsée benoemd tot burgemeester van Brugge. Hij maakte geen deel uit van de Brugse gemeenteraad en woonde in Sint-Kruis, zodat zijn benoeming zich op dubbele wijze buiten de wettelijkheid situeerde. Hij werd als VNV-arrondissementsleider opgevolgd door de atheneumleraar Frans Gevaert. Omdat zijn benoeming tot burgemeester onder de bezetting en met toestemming van de bezetter was gebeurd, werd hij niet opgenomen op de officiële lijst van Brugse burgemeesters.
Hij bewerkstelligde in 1942 de vorming van Groot-Brugge, door de fusie van de stad met zijn randgemeenten. Hij had voor deze fusie het initiatief genomen, door het opstellen van een studie dienaangaande. Deze fusie werd door de Belgische regering in Londen veroordeeld als een daad van collaboratie en ze verbood alle medewerking hieraan. Dit had tot gevolg dat de schepenen Pierre Vandamme en Maurice Geûens, die in het college nog de vooroorlogse meerderheid vertegenwoordigden, ontslag namen.
Devroe kwam aan het hoofd van een administratie die hem overwegend ongunstig gezind was. Daarom benoemde hij, buiten kader, een paar VNV-getrouwen als zijn medewerkers. Met hen organiseerde hij onder meer "Cultuurdagen". Vooraanstaande flaminganten, zoals pater Desideer Stracke, kwamen lezingen houden. In zijn verdediging na de oorlog voerde hij aan dat hij steeds de belangen van de gehele bevolking voor ogen had en dat hij sommige inwoners voor de bezetter had beschermd. Hij vernoemde onder meer de socialisten Achiel Van Acker, Arthur Verbrugge en Richard Declerck, die hij voor een nakende arrestatie zou hebben gewaarschuwd, zodat ze tijdig konden onderduiken.

## Na de oorlog
Na de bevrijding werd Devroe door de krijgsraad van Brugge veroordeeld tot twaalf jaar gevangenis wegens collaboratie. Dit vonnis werd in hoger beroep in Gent bevestigd, maar werd later herleid tot acht jaar, waarvan hij er vijf effectief uitzat. Na zijn vrijlating startte hij een wijnhandel in Assebroek en verkocht ook conserven, terwijl zijn vrouw een textielgroothandel oprichtte.
In 1964 richtte Devroe samen met Hendrik Demoen (1895-1969), oorlogsburgemeester van Roeselare, en Michiel Bulckaert (1895-1968), oorlogsgouverneur van West-Vlaanderen, de vriendenkring Trouw op voor veroordeelden wegens collaboratie uit de overheidssector. De kring sloot zich aan bij Broederband, een interprovinciale federatie van gelijkaardige verenigingen. Devroe bleef tot 1975 voorzitter van de afdeling West-Vlaanderen. In het tijdschrift van deze vereniging publiceerde hij een korte autobiografie.
In Sint-Kruis werd hij voorzitter van de kerkfabriek voor de parochie Sint-Lutgardis. In 1949 was zijn vrouw kandidaat op de CVP-lijst voor de Senaat in het arrondissement Brugge.
Opgenomen als terminale patiënt in het Sint-Lucasziekenhuis, binnen de Brugse deelgemeente Assebroek, overleed hij er. De uitvaartplechtigheid vond plaats in de abdijkerk van Steenbrugge. Abt dom Eligius Dekkers sprak de homilie uit en de voormalige VNV-leider Karel Lambrechts nam het woord. De burgemeester van Brugge Michel Van Maele en een paar van zijn schepenen waren aanwezig.

## Voetnoten
1. ↑    Kurt RAVYTS & J. RONDAS, a.w., blz 168.
2. ↑  Hans DEVROE, a.w.
3. ↑  Broederband, februari 1968, blz. 57-59.